# 東松山市立市の川小学校
東松山市立市の川小学校（ひがしまつやましりつ いちのかわしょうがっこう）は、埼玉県東松山市市ノ川にある公立小学校。

## 概要
東松山市立松山第一小学校から分離・開校した。学校の裏を流れる市野川が校名の由来である。

## 沿革
- 1975年（昭和50年）4月 - 松山第一小学校から分離・開校
- 1976年（昭和51年）7月 - プール竣工
- 1976年（昭和51年）10月 - 校歌制定
- 1977年（昭和52年）2月 - 体育館竣工
- 1998年（平成10年）3月 - コンピューター教室設置

## 主な進学先
- 東松山市立北中学校
- 東松山市立松山中学校

## 交通アクセス
- 東武東上線 東松山駅下車 北に約1500m

## 著名な出身者
- 和田康士朗（プロ野球選手）